# 汪孟邹
汪孟邹（1878年—1953年），学名炼，行名邦伊，男，安徽绩溪人，中国出版家，亚东图书馆创办者。与陈独秀为至交。

## 生平
1898年，中秀才。1901年，考入南京江南陆师学堂，与章士钊的结识。1903年，在芜湖创立科学图书社，任经理。销售上海出版的新书新刊，兼营文具仪器。翌年，汪孟邹和陈独秀、章士钊之间有了第一次合作，出版《安徽俗话报》半月刊。亚东图书馆草创初期，经营并不顺手，汪孟邹甚至一度做过杂粮的生意，以弥补出版上的亏空。1913年，到上海独资创立亚东图书馆，任经理。1915年，章士钊主编的《甲寅》杂志改归亚东图书馆发行。1917年，陈独秀北上北京大学任文科学长。得益于他的大力推荐，亚东圖書館获得了北京大学出版部书籍在上海及南方地区的经理权。由此开始，亚东的经营出现了转机。1919年，亚东把店堂从原来逼仄的弄堂，搬到了棋盘街西首的大马路上。1923年，亞東圖書館设立编辑所。

## 家庭
哥哥汪希颜，侄子汪原放。